# قارچ‌های سنجاقی
قارچ‌های سنجاقی(نام علمی: Mucoromycotina) نام یک subdivision از طبقه‌بندی نامشخص است.